# Gaudenzio Bordiga
Gaudenzio Bordiga (Camasco, 10 febbraio 1773 – Milano, 18 gennaio 1837) è stato un incisore e cartografo italiano.

## Biografia
Nato in Valsesia nel 1773 nell'allora comune autonomo di Camasco, ora frazione di Varallo, inizia i suoi studi letterari e di disegno presso la celebre scuola di disegno di Varallo.
In seguito, terminato il percorso di studi, sul finire del Settecento decide di stabilirsi a Milano insieme al suo fratello maggiore Benedetto, con il quale inizia una proficua collaborazione nella incisione di una serie di carte geografiche e topografiche e nella redazione di alcuni saggi. In questi anni, vista l'abilità e la precisione nei loro lavori, vengono ammessi nell'ufficio topografico militare di Milano, dove eseguono importanti commissioni per il governo, tra cui le carte della Lombardia, dell'Italia e dell'Europa (L'europa nel suo stato presente).
Tra queste carte, vale la pena ricordare la Carte générale du théâtre de la guerre en Italie di Bacler-Dalbeche, commissionata nel 1797 ai due fratelli Bordiga direttamente dallo Stato Maggiore dell'Armata francese di Napoleone. Tale carta, celebrativa della prima campagna d'Italia, è stata da loro incisa in cinquantaquattro fogli sotto la direzione di Giacomo Pinchetti.
Interessante anche la pubblicazione - sempre a due mani - dei seguenti volumi: Storia delle piante forastiere le più importanti nell'uso medico, od economico, 1793 (di cui seguirono le illustrazioni); Elementi di figura, 1807, contenente 17 incisioni riproducenti alcuni particolari di sculture classiche e due tavole anatomiche.
Nella prima decade dell'Ottocento, anche senza la collaborazione del fratello Benedetto, disegna e incide varie carte geografiche militari tra le quali: Carta delle stazioni militari in Italia, 1804, la Carta militare del regno d'Etruria e del principato di Lucca, 1806, Isle de Corse (Corsica), 1813.
Con il tempo, esattamente nel 1807, Gaudezio diventa capo incisore dell'Istituto Geografico Militare e viene in seguito confermato anche nel 1815.
Più avanti, si occupa della redazione e della stampa di una serie di opere di valore storico-artistico ricche di descrizioni e spunti critici, tra cui: Notizie intorno alle opere di Gaudenzio Ferrari, pittore e plasticatore, 1821; Storia e guida del Sacro Monte di Varallo, 1830; Le opere del pittore e plasticatore Gaudenzio Ferrari disegnate ed incise da Silvestro Pianazzi, dirette e descritte da Gaudenzio Bordiga, 1837.
Nel 1834 viene decorato dall'Imperatore d'Austria con la medaglia d'oro dell'onore civile.
Muore celibe a Milano, città nella quale è sempre restato attivo professionalmente, il 18 gennaio 1837.